# Aurad (K), Gulbarga
Aurad (K) là một làng thuộc tehsil Gulbarga, huyện Gulbarga, bang Karnataka, Ấn Độ.